# Ledell Eackles
Ledell Eackles (Baton Rouge, Luisiana, 24 de noviembre de 1966) es un exjugador de baloncesto estadounidense que jugó siete temporadas en la NBA, y una más en la CBA. Con 1,96 metros de estatura, lo hacía en la posición de escolta.

## Trayectoria deportiva

### Universidad
Tras jugar dos años en el pequeño Community College de San Jacinto, fue transferido a los Privateers de la Universidad de Nueva Orleans, donde jugó dos temporadas en las que promedió 23 puntos y 4,5 rebotes por partido. En su última temporada fue elegido Jugador del Año de la American South Conference.

### Profesional
Fue elegido en la trigésimo sexta posición del Draft de la NBA de 1988 por Washington Bullets, donde jugó durante cuatro temporadas, siendo la más destacada la 1989-90, en la que promedió 13,5 puntos y 2,3 asistencias por partido. Ese año consiguió su récord de anotación, consiguiendo 40 puntos ante New Jersey Nets, a los que añadió 5 asistencias y 2 robos de balón.
Antes del comienzo de la temporada 1992-93 fue despedido, teniendo que jugar una temporada en los Rapid City Thrillers de la CBA. En 1994 regresa a la máxima competición, firmando por Miami Heat, donde jugó una temporada en la que promedió 7,3 puntos y 1,8 rebotes por partido.
Con la temporada 1995-96 ya comenzada, regresa a los Bullets firmando como agente libre, donde es titular en la mitad de los partidos que disputa ese año, y acaba promediando 8,6 puntos y 2,7 rebotes. Tras un año en blanco, en 1997 el equipo cambia su denominación por la de Washington Wizards, donde jugaría su última temporada como profesional.

## Estadísticas de su carrera en la NBA

### Temporada regular
| Temporada | Edad | Equipo             | Liga | P   | TIT | MIN  | TC  | TCA  | %TC  | 3P  | 3PA | %3P  | TL  | TLA | %TL  | R.OF. | R.DEF. | REB | ASIS | ROB | TAP | PER | FP  | PTS  |
| 1988-89   | 22   | Washington Bullets | NBA  | 80  | 6   | 18.2 | 4.0 | 9.2  | .434 | 0.1 | 0.5 | .225 | 3.4 | 4.3 | .786 | 1.3   | 1.0    | 2.3 | 1.5  | 0.5 | 0.1 | 1.6 | 2.0 | 11.5 |
| 1989-90   | 23   | Washington Bullets | NBA  | 78  | 8   | 21.7 | 5.3 | 12.1 | .439 | 0.2 | 0.8 | .322 | 2.7 | 3.6 | .750 | 0.9   | 1.3    | 2.2 | 2.3  | 0.6 | 0.1 | 1.8 | 2.0 | 13.5 |
| 1990-91   | 24   | Washington Bullets | NBA  | 67  | 17  | 24.1 | 5.1 | 11.4 | .453 | 0.2 | 0.9 | .237 | 2.4 | 3.3 | .739 | 0.7   | 1.2    | 1.9 | 2.0  | 0.7 | 0.1 | 1.7 | 1.8 | 13.0 |
| 1991-92   | 25   | Washington Bullets | NBA  | 65  | 25  | 22.5 | 5.5 | 11.7 | .468 | 0.1 | 0.5 | .200 | 2.1 | 2.9 | .743 | 0.6   | 2.1    | 2.7 | 1.9  | 0.7 | 0.1 | 1.2 | 2.2 | 13.2 |
| 1994-95   | 28   | Miami Heat         | NBA  | 54  | 6   | 16.6 | 2.6 | 6.0  | .439 | 0.3 | 0.8 | .439 | 1.7 | 2.3 | .722 | 0.6   | 1.1    | 1.8 | 1.3  | 0.4 | 0.0 | 1.0 | 1.6 | 7.3  |
| 1995-96   | 29   | Washington Bullets | NBA  | 55  | 26  | 22.5 | 2.9 | 6.9  | .427 | 1.0 | 2.3 | .422 | 1.8 | 2.1 | .831 | 0.8   | 1.9    | 2.7 | 1.6  | 0.5 | 0.1 | 1.0 | 1.5 | 8.6  |
| 1997-98   | 31   | Washington Wizards | NBA  | 42  | 0   | 13.0 | 1.8 | 4.2  | .429 | 0.4 | 1.1 | .348 | 1.2 | 1.4 | .881 | 0.6   | 1.2    | 1.8 | 0.4  | 0.4 | 0.0 | 0.7 | 1.0 | 5.2  |
| Total     |      |                    | NBA  | 441 | 88  | 20.2 | 4.1 | 9.2  | .445 | 0.3 | 0.9 | .336 | 2.3 | 3.0 | .767 | 0.8   | 1.4    | 2.2 | 1.7  | 0.6 | 0.1 | 1.4 | 1.8 | 10.8 |